# Columbo: Mord nach Takten
Mord nach Takten (Originaltitel: Murder with Too Many Notes) ist eine erstmals auf TF1 und erst ein Jahr später auf ABC gesendete Episode der Kriminalfilm-Reihe Columbo aus dem Jahr 2000. Die deutschsprachige Erstausstrahlung der 13. Folge der zehnten Staffel folgte 2002 im ORF, die Premiere auf RTL schloss sich 2004 an. Der schottische Musiker und Schauspieler Billy Connolly verkörpert als Filmkomponist Findlay Crawford den Gegenspieler von Inspektor Columbo, dargestellt von Peter Falk.

## Handlung
Findlay Crawford ist ein erfolgreicher Filmkomponist und befindet sich auf dem Höhepunkt seiner Karriere, seitdem er mit dem Oscar für den Soundtrack zum Spielfilm Der Killer ausgezeichnet worden ist. Für die letzten Erfolge des eitlen Künstlers ist jedoch der junge hochtalentierte Gabriel McEnery verantwortlich, der für ihn arbeitet und einen maßgeblichen Anteil an den Kompositionen besitzt. McEnery möchte aus Crawfords Schatten heraustreten und stellt ihn zur Rede. Crawford verspricht seinem überraschten Schützling, dass er die Filmmusik im nächsten Projekt unter seinem eigenen Namen herausbringen darf. Darüber hinaus soll McEnery beim bevorstehenden Galaabend als Dirigent auftreten und der Öffentlichkeit als wahrer Urheber der jüngsten Werke vorgestellt werden. Am folgenden Tag bereitet sich McEnery auf seinen großen Auftritt vor. Seine Freundin Rebecca hat ihm einen Taktstock mit einer aufgedruckten Notenfolge als persönliche Widmung geschenkt. Crawford erscheint früher als erwartet im Filmstudio und überbringt die erfreuliche Nachricht, auch der Regisseur Sidney Ritter sei bereit, McEnery in seinen Bemühungen zu unterstützen. Beide trinken Champagner, um auf die vielversprechenden Zukunftsaussichten anzustoßen. Kurz darauf fällt McEnery zu Boden, weil Crawford zuvor dessen Glas mit einem Betäubungsmittel versetzt hatte. Um einen Unfall vorzutäuschen, macht sich Crawford McEnerys Leidenschaft zunutze, Konzerte auf dem Dach des Studios als Dirigent zu begleiten. Er legt das bewusstlose und neu angekleidete Opfer samt Taktstock auf die Schachtabdeckung eines stillgelegten Aufzuges. Kurz bevor die zu seinen Ehren ausgerichtete Abendveranstaltung beginnt, setzt er den Fahrstuhl in Gang. Während Crawford bereits sein Orchester dirigiert, wird McEnery von den sich öffnenden Schachttüren vom Dach in die Tiefe gestoßen.
Die Augenzeugen vor dem Studio berichten dem herbeigerufenen Columbo, sie hätten vor dem Aufschlagen des Körpers auf dem Gehweg keinen Schrei gehört. Im Zuge der weiteren Ermittlungen irritieren den Inspektor einige Details wie der nicht auffindbare Taktstock und der fehlende Hausschlüssel an McEnerys Schlüsselbund. Crawford bedauert indes den Tod seines Schülers und kann bei der Aufklärung der Unstimmigkeiten nicht helfen. Am nächsten Morgen nimmt Columbo die Wohnung des Opfers in Augenschein. Bei der Begutachtung von Fotos stellt er fest, dass McEnery auch bei feierlichen Anlässen stets Turnschuhe trug. Überdies stammen Anzug und Schuhe am Körper des Verstorbenen von einem Kostümverleih. Da McEnery dort seine Schuhgröße absichtlich nicht angegeben hatte, händigten ihm die Mitarbeiter keine Schuhe in passender Größe aus. Später untersucht der Inspektor den eigens für einen früheren Spielfilm eingebauten Aufzug und entdeckt auf dem Boden des Schachtes den auffälligen Taktstock. Außerdem wurden offenbar einige der überwiegend mit Staub bedeckten Schalter kürzlich wieder benutzt. Columbo begibt sich in den Orchestersaal. Den Ausführungen des Tonmeisters zufolge überlagerten störende Hintergrundgeräusche die Konzertaufzeichnung vom Unglücksabend. Unterdessen lässt Crawford in McEnerys Wohnung ein wichtiges Beweisstück verschwinden, indem er die überarbeitete Version der Filmmusik zum preisgekrönten Spielfilm an sich nimmt.
Der Inspektor wendet sich endgültig von der Unfalltheorie ab und klärt Ritter über den vermuteten Tathergang auf. Im Gespräch mit Rebecca erfährt Columbo von der tatsächlichen Rolle ihres verstorbenen Freundes als Ghostwriter für Crawford sowie ihrem Geschenk am Nachmittag vor dem Mord. In Anwesenheit des Verdächtigen rekonstruiert der Inspektor auf dem Studiodach zusammen mit Zeugen das Geschehen: Als McEnery aufgrund des präparierten Getränkes stürzte, müsse er sich am zerbrochenen Glas verletzt haben. Das getrocknete Blut an der Hand des Toten enthielt Spuren eines kurzwirksamen Schlafmittels. Anschließend habe Crawford ihm die geliehenen Schuhe falscher Größe angezogen, ohne dessen Vorliebe für Turnschuhe zu kennen. Crawford bestätigt selbst, dass McEnery den nahenden Aufzug hätte hören müssen. Demnach war das Opfer vermutlich nicht mehr bei Bewusstsein. Dies erkläre auch die Stelle, an der der Taktstock aufgefunden wurde, da dieser nicht durch den Schlitz zwischen den geschlossenen Klappen gepasst hätte. Die persönliche Widmung auf dem Griff schließe zudem die Benutzung zu einem früheren Zeitpunkt aus. Crawford wird daraufhin abgeführt.

## Besetzung und Synchronisation
Die deutschsprachige Synchronfassung entstand bei der Neue Tonfilm München.
| Figur              | Darsteller     | Deutscher Sprecher |
| ------------------ | -------------- | ------------------ |
| Lieutenant Columbo | Peter Falk     | Horst Sachtleben   |
| Gaststars          |                |                    |
| Findlay Crawford   | Billy Connolly | Horst Raspe        |
| Sergeant Degarmo   | Richard Riehle | Hartmut Neugebauer |
| Sidney Ritter      | Charles Cioffi | Joachim Höppner    |
| Rebecca            | Hillary Danner | Claudia Lössl      |
| Gabriel McEnery    | Chad Willett   | Axel Malzacher     |
| Tony               | Scott Atkinson |                    |
| Weitere Darsteller |                |                    |
| Nathaniel Murphy   | Obi Ndefo      | Oliver Stritzel    |
| Joshua Vinten      | Randy Oglesby  |                    |
| Antonio            | Luis Ávalos    |                    |
| Fitch              | Harry Danner   |                    |
| Marcia             | Anne McGoohan  | Kathrin Simon      |
| Tomblin            | Larry Gilman   | Frank Röth         |

## Rezeption
Die Fernsehzeitschrift TV Spielfilm vergab eine positive Wertung (Daumen hoch): „Ein Feiertag für alle Columbo-Fans. […] Auch wenn die Auflösung etwas halbgar wirkt, und die deutschen Stimmen enttäuschen. Lustvoll wie eh und je zelebriert der zerknitterte Peter Falk die legendären Macken seines Alter Egos. Ein mörderisch-gerissener Einblick in das knallharte Geschäft hinter Hollywoods Kulissen.“
Das Lexikon des internationalen Films befand: „Enttäuschender Auftakt einer neuen Staffel der populären Fernsehkrimireihe. Der Film leidet am fahrigen Buch und den wenig ausdifferenzierten Charakteren.“
Der Autor Michael Striss wertete mit einem von vier Sternen (mangelhaft). Neben dem zerstreuten Hauptakteur hielt er den Darsteller des Widersachers für eine Fehlbesetzung: „Der schottische Schauspieler und Sänger Billy Connolly […] mag ein renommierter Komiker sein – das aber ist gerade sein Problem. Er schafft es hier nicht, eine ernsthafte Charakterrolle zu gestalten, sondern verliert sich in Albernheiten, bei denen er nur noch von Peter Falk übertroffen wird. Dieser führt Selbstgespräche, singt überdreht und wirkt streckenweise wiederum fast senil. Auch für Horst Sachtlebens Synchronisation gilt, was bereits zur vorhergehenden Episode gesagt wurde. Man wird wehmütig, wenn Rebecca, die Freundin des Ermordeten, zum Schluss die ersten Töne von »This Old Man« auf einem Keyboard anschlägt und damit an bessere Zeiten erinnert. Noch einmal führte Patrick McGoohan Regie und schrieb am Drehbuch mit. Genutzt hat es nichts.“